# Dardavaz
Dardavaz ist eine Gemeinde (Freguesia) im portugiesischen Kreis Tondela. In ihr leben 703 Einwohner (Stand 19. April 2021).